# آنگوس تارناوسکی

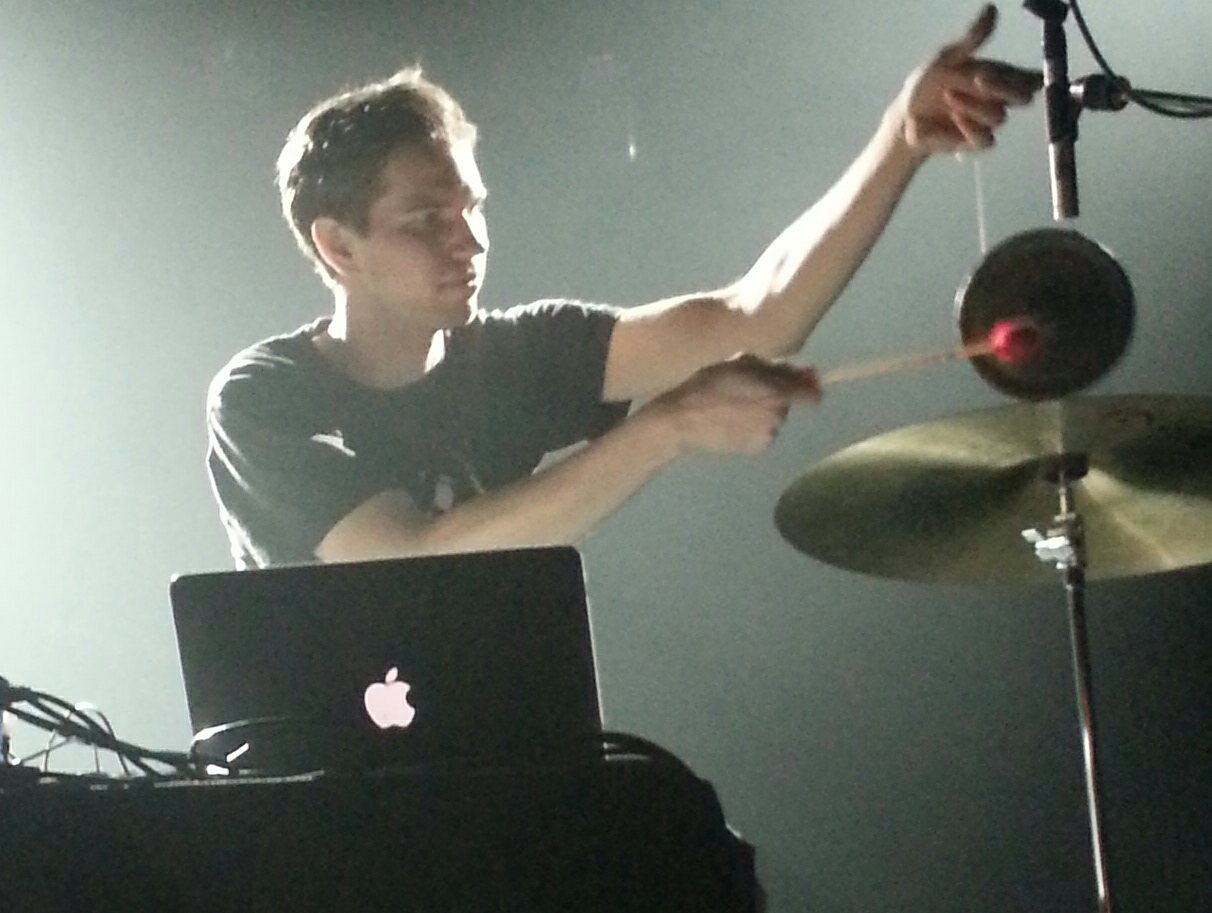
نگاره‌ای از آنگوس، در حال نواختن درام در کنسرت کانادا.

آنگوس تارناوسکی - (به انگلیسی: Angus Tarnawsky) هنرمند و موسیقیدان استرالیایی است که هم‌اکنون در تورنتو کانادا زندگی و کار می‌کند.

## زندگی شخصی
وی در سال ۲۰۰۹ میلادی لیسانس موسیقی را از کالج هنر ویکتوریا دریافت نمود، و تخصص او در بداهه‌های الکترو آکوستیک است. وی در سال ۲۰۱۰ از ملبورن استرالیا به بروکلین، نیویورک واقع در ایالات متحده آمریکا نقل مکان کرد تا به گروه موسیقی راک به شیوه موتوری، آپاچی بیت بپیوندد.

## زندگی هنری
او به عنوان یک هنرمند سولو، موسیقی الکترو آکوستیک / الکترونیکی می‌نوازد و متخصص تکنوازی است. در سال ۲۰۱۴، نخستین آلبوم او توسط کمپانی آلمانی Inner Surface Music منتشر شد. در همان سال، او در جشنواره موج بعدی ملبورن نخستین پروژه همنوازی‌اش را با عنوان «مصنوعات» به همراه پیانویست ناتان لیو اجرا کرد. بین سال‌های ۲۰۱۷–۲۰۱۵ جازیست و مهندس ضبط گروه پانک Flowers of Evil بود و دو آلبوم کامل را ضبط کرد. در طیف گسترده‌ای از پروژه‌ها همکاری داشته‌است، از جمله کار با هنرمند تجسمی، استانیسلاوا پینچوک، نوازنده برایان چیس، و طنز نگار Duane Cyrus. به عنوان درامر (جازیست) در آلبوم‌های و همنوازی در تمساح، خالی از سکنه قلب، دوین Therriault، معابد، Au.Ra, Cleopold, Splashh و مدرسه رقص باله. شرکت داشته علاوه بر این، وی مجری برند ضبط تجربی In Context Music می‌باشد.